# دومانت تلویژن
دومانت تلویژن (انگلیسی: DuMont Television) شرکت رسانه‌ای آمریکایی است، که در سال ۱۹۴۲ توسط توماس تی. گلدسمیت جونیور  تأسیس شد.